# 爱德华战争
爱德华战争（英语：Edwardian War ），即百年战争的第一阶段（1337年-1360年）。这场王朝冲突的根源可追溯至两大矛盾：其一是英格兰在阿基坦公国的封建主权争议，其二是爱德华三世基于母系血统（其母为法王查理四世之妹）对法兰西王位的声索。战争以1337年爱德华三世对法兰西的宣战开始，以1360年《布勒丁尼条约》告终。

## 背景

### 法国的绝嗣
卡佩王朝治下的法兰西经历腓力二世、路易九世及腓力四世等几位明君的治理，几乎成为了当时欧洲最强的强权，但是天有不测风云，尽管卡佩家族一直以来的继承制度是分给其他王子采邑和头衔，使得他们会把野心投向国外王位而不是法国，但在腓力四世之后，法兰西却也面临了王位继承危机。
卡佩王朝的最后一位雄主“美男子”腓力四世死后，之后的三位法王路易十世，腓力五世和查理四世都是短命国王（三人在位时间之和不超过14年），而查理四世死后无男性子嗣，卡佩王朝就此终结。法兰西规定女性不可继承王位。女性的继承权在几位法兰西国王逝世后曾多次提出，但每一次最终都由男性继承。而卡佩王朝每位国王都由一位男性继承人在他离世后继位，自于格·卡佩以来，每一次都是已故国王的长子继位。路易十世死而无男嗣是史无前例的。
当时法国的王位竞争者有两位，一是当时英格兰王国金雀花王朝的爱德华三世，他是腓力四世的外孙；另一位则是腓力四世的侄子腓力·德·瓦卢瓦，但法国贵族们自然不愿意一个英国人成为自己的君主，于是便支持腓力做了国王（称腓力六世）。从此法兰西开始了瓦卢瓦王朝的统治。
腓力六世于1313年与圣路易的外孙女勃艮第的让娜结婚，他的所作所为与卡佩王朝的堂兄弟们完全不同。他喜欢在公共场合展示自己的文雅和修养，并在战场上展现了14世纪的骑士精神和勇气。尽管这可能不是治国的最佳态度，但他在统治初期顺风顺水。腓力六世即位后，他镇压了佛兰德伯国由尼古拉·赞尼金领导的小地主、资产阶级和工匠的起义。在成为法国军队领袖后的这次胜利，让他确立起对贵族的权威，这些贵族过去曾蠢蠢欲动，意图挑战王权。

腓力六世和爱德华三世作为卡佩王朝后代的谱系

自1215年无地王约翰在布汶战役中惨败后，法王逐步夺取英王在法的领地（1259 年《巴黎和约》），最后大致只剩下阿基坦和诺曼底的几块领地，这无疑使英王在大陆的利益严重受损，也严重打击了英王的权威。此外，法王路易八世在成为法王之前，英国爆发了反对约翰的第一次男爵战争，反国王势力向约翰的外甥女婿法兰西的路易王子求援，路易派兵占领温切斯特并一度占据英格兰一半的国土，反国王势力在伦敦宣布路易为“英格兰国王路易斯一世”，并得到苏格兰国王亚历山大二世的认可，直到1217年路易战败才放弃了王位宣称，英法王位问题也因此持续恶化。
1325年，爱德华三世受封阿基坦公爵，理论上成为法王的封臣。然而，由于爱德华幼年继位时英格兰政局动荡，他最初承认腓力六世的法王地位。1330年代，随着腓力六世与苏格兰国王大卫二世结盟，并庇护爱德华的政敌阿尔图瓦的罗贝尔三世，两国关系急剧恶化。1337年，当爱德华拒绝驱逐罗贝尔时，腓力六世宣布没收阿基坦公国，战争由此爆发。1340年，爱德华三世正式加冕“法兰西国王”，挑战瓦卢瓦王朝的合法性。

### 英格兰的野心
中世纪前期，法国长期遭受北欧维京海盗打劫侵略。西法兰克王国加洛林王朝的查理三世以协助抵御其他海盗为条件，于公元911年，同意维京人领袖罗洛及其族人定居在塞纳河下游，英吉利海峡南岸一块肥沃的土地上，并封罗洛为公爵。由于维京人又称为诺曼人，这块土地称为诺曼底（意思为诺曼人的封土）。维京人在此建立了诺曼底公国，停止海盗行为，并改奉天主教及接受法国文化，但诺曼底公国自此成为这片土地上不可忽视的一股力量。

百年战争前的法国局势

自诺曼征服后诺曼底公国就是英格兰领地的一部分。1154年安茹伯爵若弗鲁瓦五世和先君“儒士”亨利一世之女、罗马皇帝亨利五世的皇后玛蒂尔达的儿子亨利二世继承了英格兰的王位，开始了金雀花王朝（在法国称安茹王朝）在英格兰的统治，安茹家族在法兰西的封地也义正言顺的被继承到了英格兰，使得金雀花王室在法兰西的领地达到了当时法王路易七世领地的五六倍。法国的贵族们当然不乐意看到这种结果。第二次十字军东征后，路易七世的妻子埃莉诺（阿基坦的埃莉诺）嫁给英王亨利二世，使得法国又失去了一块阿基坦公国的控制。但无地王和他的后继者却逐渐丧失了这些领地。在无地王约翰和亨利三世在桑通日战争等战事中屡次对法失败后，1259年的《巴黎和约》规定英格兰在法国只能占保有部分的阿基坦和加斯科涅，并且英王要对法王称臣，每一位新法王上台就要称臣一次，这对英国人来说是奇耻大辱。
而爱德华三世是腓力四世的亲外孙，在他看来继承祖父王位是顺理成章的事情，但法国贵族却选出了一个旁系血亲作为法王的继承人。于是他强烈要求法王腓力六世让出王位，但奈何当时的英格兰因为不久前长期与苏格兰作战（苏格兰独立战争）国力衰弱，爱德华三世便只能勉强整修十年（1337年）才以此为借口对法国宣战。
为主张自己对法国王位的继承权，爱德华三世要求系谱学家和法学家用证明文件来证实美男子腓力四世的孙辈比瓦卢瓦的腓力更有权利继承法国王位。他期望证明法国没有任何法律规定女性不可继承王位，或者这样的法律不会影响朝代更迭。当然这场争论只是一个借口。真正的问题是法国高级贵族是否希望看到金雀花人登上圣路易的王位宝座。

### 勃艮第与尼德兰
弗兰德斯在金马刺战役把法国骑兵打败后，进入了一个相对稳定的黄金时期，1337年百年战争刚爆发的时候，尼德兰处在分裂的状态，当时尼德兰名义上是神圣罗马帝国的领地，而弗兰德斯甚至是帝国的藩侯。当时低地主要分为两大势力，一是兼任荷兰、泽兰和埃诺三大领地的荷兰伯爵，并由巴伐利亚的威廉五世担任。此时荷兰伯国正在经历爵位争夺的钩子与鳕鱼战争。一是传统上法王的封臣弗兰德斯公爵。此外还有布拉班特公国，乌得勒支主教等势力。
1032年法王亨利一世把勃艮第公国封给其弟罗贝尔一世，勃艮第公国开始由卡佩家族的支系勃艮第家族统治。1361年，勃艮第家族最后一位统治者腓力一世去世，于是勃艮第公国转移到了瓦卢瓦王朝的腓力二世“大胆”手中。
弗兰德斯的归属问题也是百年战争爆发的一个很重要的原因。弗兰德斯是法国的附庸，有非常发达的纺织业，但在布鲁日晨祷前后，英格兰和弗兰德斯两者确立了友好关系，而且弗兰德斯的原料大部分来自英格兰，经济上和英格兰密切相关。1328年腓力六世在弗兰德斯建立了直接统治，爱德华三世遂禁止羊毛出口，于是弗兰德斯便开始支持英国的反法政策，承认爱德华三世的统治者地位，这直接惹恼了腓力六世。

### 神圣罗马帝国
布汶战役中，当时的罗马皇帝不伦瑞克的奥托四世和英国站在同一战线，奥托和亨利三世组建了一支来自德意志、英格兰、弗兰德和布洛涅等地的联军和腓力二世交战，然而腓力以少胜多大败联军，也使得法国一度取代帝国成为当时基督教世界最强的强权。
皇帝路易四世企图扩大帝国西南部的影响力，并与敌对的亚维侬教廷谈和。腓力六世阻止教宗本笃十二世与皇帝路易四世的谈判，间接改变神圣罗马帝国的政策，但也使神圣罗马帝国和英格兰在1337年组成同盟。
在百年战争开始的时候，由于政治联姻关系和政治利益问题，当时帝国的卢森堡家族和瓦卢瓦家族建立了亲密的同盟关系。因此，在战争初期，卢森堡王朝和波西米亚王国一度是法国的盟友。
由于做为王太子的岳丈，卢森堡家族的“盲眼”约翰在百年战争中坚定地支持法国。1346年，他在援助法国国王腓力六世抵御英格兰国王爱德华三世入侵时阵亡于克雷西战役。根据记载，国王不顾包括儿子卡尔在内的众人反对而执意出战，甚至把自己坐骑的缰绳跟前方骑兵的缰绳绑在一起，奋勇迎击英军主力而壮烈牺牲。即便本身双目失明且垂朽老矣，但这份为了大义而一心求死的精神仍赢得了敌我双方的一致称赞。查理四世也被迫逃亡，回国后便加冕成为了新的波西米亚国王。

### 布列塔尼的王位问题
虽然布列塔尼自加洛林时代就一直算是法国的名义属国，但事实一直是独立状态。
夹在英法两国之间，在两国烧起战火时自然难以避免必然会被卷入战争。布列塔尼公爵家族和英格兰王国有历史和血缘上的关系，家族也兼有约克郡的里士满伯爵爵位。公爵阿蒂尔二世结婚两次，第一任是利摩日女子爵玛丽·德·利摩日(1275–1291)，第二任是苏格兰国王亚历山大三世的遗孀—蒙福尔女伯爵尤兰德·德·蒙福尔(1263–1322)。第一任妻子有三个儿子，其中包含继承人约翰三世以及庞蒂埃夫勒伯爵居伊。和第二任妻子有一个儿子，同样名为约翰（法语为“让”），未来的蒙福尔伯爵。约翰三世并不喜欢同父异母的弟弟，他成为公爵的第一年处心积虑要否决父亲的第二任妻子，并宣称让为私生子。当他失败后，他便尝试确保尚·德·蒙福尔不会继承公爵。由于约翰三世膝下无子，他便选了弟弟居伊的女儿—庞蒂埃夫勒的让娜为继承人。1337年，让娜和法王腓力六世姐姐的儿子夏尔·德·布卢瓦结婚。但是1340年，约翰三世与让和解，并且重新宣布让成为布列塔尼公国的继承人。1341年4月30日，约翰三世去世，他的遗言中表示不想被继承问题缠身。由于公爵死后无嗣，因此作为布列塔尼公爵的两位候选人，约翰三世的侄女婿查尔斯•布洛瓦和约翰三世同父异母兄弟让•德•蒙特福特二人，分别在法国和英国的支持下，展开了布列塔尼公爵继承战争，并成为百年战争的一部分。其中，著名的盖克兰将军就是布列塔尼的。

### 苏格兰
苏格兰和法兰西的同盟关系可以追溯到1295年巴黎签署的条约，二者之间形成的老同盟也被认为是世界历史上存在时间最长的外交同盟关系。
1292年，约翰·巴里奥继承苏格兰王位，然而由于其懦弱无能，苏格兰主权受到英王爱德华一世的严重威胁。约翰几乎承认自己是爱德华的属臣，招致苏格兰国内的强烈不满。苏格兰贵族随即指派了一个十二人的议事会，基本架空了约翰的权力，同时向外寻求盟友，以求维护国家的独立。但是爱德华一世因为吞并苏格兰的野心，用各种手段削弱巴里奥的权威，甚至羞辱这位新国王。苏格兰的权贵不堪忍受巴里奥的懦弱，计划对抗英格兰。1295年10月23日，苏格兰与法兰西王国在巴黎签署协议，共同对付英格兰，开始了历史上著名的长达两百多年的“老同盟”（Auld Alliance）。于是，爱德华一世决定亲自干预苏格兰事务并征服苏格兰，他把约翰·巴里奥关在了伦敦塔。
从1294至1314年，由于国王被监禁或者王位空缺无人继承，苏格兰一直没有君主。当时苏格兰摄政王有苏格兰守护者这一头衔。1297 年威廉·华莱士刺杀一名英格兰高级警长，拉开了苏格兰独立战争的序幕。1297年9月11日斯特林桥战役爆发，苏格兰人在威廉·华莱士和安德鲁·瑞的指挥下以少胜多、击败了英国一支骑兵分遣队。获胜后，苏格兰以被废黜国王约翰·巴里奥的名义授予威廉·华莱士“苏格兰守护者”头衔。斯特林桥战役战败后，爱德华一世对征服苏格兰的军事战略进行了全面彻底的思考。他从上调税收做起，以此来增加财政收入，并将还在与法国卡佩王朝最后几任国王作战的重骑兵派往苏格兰。1298年，爱德华一世指挥英军在福尔柯克会战中获胜，双方冲突由此暂停数年。
1302年，法王腓力四世在军事失利后与英格兰议和，彻底断绝了帮助苏格兰复国的可能。在整个苏格兰独立战争期间，腓力四世只是一个旁观者，最多曾经写信鼓励反抗运动的领袖罗伯特·布鲁斯，甚至还邀请他放弃在苏格兰的抗争，加入到十字军东征中，但是被布鲁斯婉拒。由于苏格兰贵族的背叛，威廉·华莱士失去了“苏格兰守护者”头衔，从政坛上消失。在法国待了几年后，他再次回到苏格兰。1305年，一位苏格兰贵族——爱德华一世的拥趸，将他献给英军。华莱士以叛国罪名受审，遭受酷刑折磨后被公开处决，遗体被肢解并扔在英格兰各地。但华莱士死后，苏格兰人从未放弃独立的愿望，英国在苏格兰的统治遭到抵抗。
罗伯特·布鲁斯接过抗英斗争的火炬。他的祖父曾是1291年苏格兰王位候选人，他与祖父同名，于1306年加冕为苏格兰国王。爱德华一世去世后，其子爱德华二世继承了英格兰王位。面对苏格兰要求独立的企图，爱德华二世在政务处理上不够老练。罗伯特·布鲁斯和支持他的苏格兰贵族趁此机会乘势而上，于1314年在班诺克本战役中大获全胜。
腓力四世则在同年去世。布鲁斯在此后十多年内并未对盟友表现出太大的兴趣，直到他的幼子大卫于1324年诞生，并成为他的继承人。布鲁斯为了确保大卫登基后能得到足够的支持和帮助，于是派出使者前往法国寻求再续前约。1326年，新的法国国王查理四世面临着重新与英格兰开战的可能，与苏格兰签订《科贝尔条约》（Treaty of Corbeil），答应在和平与战争中向苏格兰提供帮助与建议，苏格兰则答应如果英格兰与法国开战，将派军队进攻英格兰后方。
苏格兰独立地位因此得到巩固。后来，双方于1328年签订《北安普敦条约》承认苏格兰王国的独立主权。第一次苏格兰独立战争的结束并没有打消英格兰征服苏格兰的意图，英格兰继续密切关注苏格兰，等待新的君主来完成爱德华一世未竞的事业。哪知，这一等就是几乎三百年。
1329年，布鲁斯一世去世，苏格兰王位由五岁的大卫二世继承。英格兰新国王爱德华三世支持约翰·巴里奥的儿子爱德华·巴里奥争夺苏格兰统治权，后者与英军进攻苏格兰，第二次苏格兰独立战争开始。法国新君腓力六世一开始拒绝按照条约援助苏格兰，避免其与同样有法国王位继承可能的英格兰国王爱德华三世的矛盾升级。直到1334年，苏格兰局势万分危急时，他才同意让10岁的苏格兰国王大卫二世到法国避难。

## 最初的冲突（1337-1341）

### 双方的外交行动
百年战争前，腓力还一度计划在那不勒斯和匈牙利两国的支持下发动对圣地的十字军东征，然而却因为百年战争而终止。
1330年代后期，爱德华三世开始为战争进行准备工作。1337年，他开始一系列的外交行动拉拢盟友，范围一路由北海到接近瑞士。其中代表性的盟邦为布拉邦特公国、埃诺伯国、洛林公国、荷兰伯国、海尔德公国、巴伐利亚公国、莱茵-普法尔茨伯国。但在南方的外交行动较为不顺利，卡斯蒂利亚王国、阿拉贡王国和那不勒斯王国都倾向支持法兰西。
同时爱德华尝试拉拢佛兰德伯国，但佛兰德伯爵力挺瓦卢瓦家族，拒绝成为英格兰的保护国。爱德华便对佛兰德以及法兰西实施禁运，佛兰德失去英格兰的羊毛与粮食补给，顿时陷入混乱，1337年佛兰德各地爆发叛乱，从根特扩大到布鲁日、伊珀尔等地，1339年佛兰德伯爵被富商雅各布·范阿特威尔德推翻，宣布中立来换取英格兰取消禁运。1340年1月，弗兰德斯人民终于宣布支持爱德华三世为法兰西国王，成为了英格兰的附庸国。1338年爱德华访问欧陆，确保同盟稳固，并向神圣罗马帝国请求支持，皇帝路易四世同意指派军队支援。
然而战争初期腓力六世的大臣却一直在干涉阿基坦的事务，但卷入苏格兰长期战争使得爱德华三世分身乏术，没有立即做出反应。直到 1336年苏格兰国王大卫·布鲁斯的去世终于使得爱德华得以腾出双手。

### 斯鲁伊斯海战
1337年，声势浩大的反瓦卢瓦联盟在法国东北边境成立，这标志着战争的开始。法国国王的妹夫，即瓦卢瓦的让娜的丈夫阿图瓦的罗伯特也加入了英格兰国王的宫廷。为了彰显继承法国王位的意图，爱德华三世采用了法国国王的头衔和徽章。
不过直到1339年初，爱德华才开始入侵法国领地，英格兰士兵到处胡作非为，烧杀抢掠。虽然尽管这次骑行劫掠的过程相当不顺利，但很明显，爱德华的目的就是激怒腓力。
英法双方的第一次大规模作战是1340年6月的斯鲁伊斯海战。战争初期法军拥有海军优势，他们将地中海各国常用的加来桨帆船引进英吉利海峡。桨帆船可以进入浅水港湾，并且具有高度机动性，使其在海岸劫掠与对船战斗中发挥高效。法军的桨帆船主要雇佣自热那亚与摩纳哥，主要用来干扰英格兰商船在加斯科涅的红酒和佛兰德的羊毛贸易，以及袭击英格兰东岸与南岸。操作桨帆船需要高度的专业性，经过高度训练的船员同样来自热那亚、摩纳哥、以及其他地中海港口。

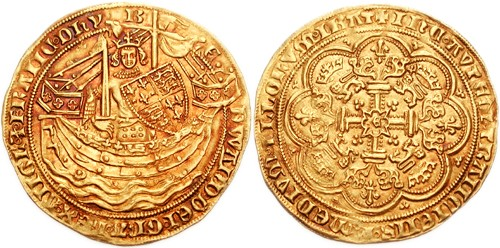
一枚1354年的金币，表面刻画爱德华坐在船上，以纪念斯鲁伊斯海战。

英军并没有专业海军，爱德华仅拥有三艘战船。主要的船只是从商船中征用的柯克帆船。柯克船拥有吃水深的圆形船底，由中央桅杆的单面大帆提供动力。这些柯克帆船被改造为战船，在船只首尾增建木堡，并将桅杆上的瞭望塔扩建成战斗平台。改造后的船排水量达200到300长吨（203~305公吨），可以承载大量海兵。较高的干舷使他们在对桨船战更有利，尤其从木堡上射击箭矢或砸下巨石可以造成舷侧的敌船严重伤害。根据英格兰普通法，国王征召船只参战必须提供船主补偿金，但实际上爱德华仅提供少量补偿且拖延许久，使船主们很不情愿地接受征召。经过九个小时的激战，腓力六世的海军损失严重。
但在同年的图尔奈围城战中，英法双方却僵持不下，使得许多盟友退出或倒戈。虽英军后来稳稳掌握了英吉利海峡三十年的制海权，但也只能被迫求和回到英格兰本土。同年七月，法军在圣奥梅尔战役歼灭英国和其盟国部队，英国的低地国家盟友尝试求和。

### 暂时休战
由于爱德华入侵法兰西不顺，两国签订了5年停战条约，但是冲突并未停止。1341年，在法国居留了七年的大卫二世回到苏格兰，正式领导独立战争，并不断骚扰英格兰边境，声援法国。腓力六世写信给大卫，以血脉与友谊等言辞，恳求大卫对英格兰进行更大规模的进攻，以帮助其越来越不利的战局。1340年，在教皇和爱德华的岳母，腓力的妹妹埃诺伯爵夫人的斡旋下，两国同意休战，签订《埃斯普莱尚休战协定》，和平持续到次年盛夏。在这期间在阿基坦和布列塔尼也有陆陆续续的战争。

## 布列塔尼战场（1341-1345）
1341年，布列塔尼公爵约翰三世身亡而未留下子嗣，公爵的弟弟让·德·蒙福尔与他侄女的丈夫夏尔·德·布卢瓦互相争权，英格兰与法兰西借机介入双方的斗争，英格兰支持蒙福尔家族，法兰西支持布卢瓦，在停战期间利用双方进行代理战争，使这场继承战争延续近二十五年。
尽管约翰三世无直系后代，却留下两位继承人：同父异母的弟弟蒙福尔的约翰，以及其兄居伊之女让娜·德·潘提埃夫。虽然让娜的血缘更近，但当时排斥女性继承权的新规（该规则也曾被用来否定爱德华三世对法国王位的宣称）似乎暗示女性无法继承重要爵位。让娜的丈夫是法王腓力六世的外甥布卢瓦的查理。根据封建法，继承权裁定权归属法国国王。蒙福尔的约翰不愿依赖法王的公正裁决，自行宣布继承爵位，攻占首府南特，并召集布列塔尼骑士团承认其为蒙福尔公爵。法语区贵族与主教拒绝承认其地位，而底层教士、骑士与布列塔尼农民则支持他，内战由此爆发。
蒙福尔的约翰占领南特后，夺取利摩日的公爵金库，至8月中旬已控制包括南特、雷恩和瓦讷三座主要城市在内的大部分公国领土。法王腓力六世公开支持布卢瓦的查理为合法继承人。由于担心法军将推翻自己，蒙福尔的约翰于同年逃往英格兰寻求爱德华三世支持。尽管《埃斯普莱尚休战协定》仍有效，爱德华三世仍同意提供援助。蒙福尔的约翰返回布列塔尼等待英国议会确认支援期间，腓力六世派遣大军进入布列塔尼支持布卢瓦的查理，并于11月将蒙福尔的约翰围困于南特。面对长期围城威胁，南特市民选择将其移交法军，蒙福尔的约翰随后被囚禁于巴黎。
此时，蒙福尔派的领导重任落到约翰之妻佛兰德斯的乔安娜肩上。1341-1342年冬季，她在南布列塔尼的埃讷邦建立指挥部，成功抵御布卢瓦的查理军队的进攻。其部队保持布雷斯特港与埃讷邦之间的交通线畅通，使小股英军得以在布雷斯特登陆，与蒙福尔派合兵击退法军，收复布列塔尼西部领土。1342年8月，北安普顿伯爵率领的英军主力登陆布雷斯特，向公国腹地推进并攻占瓦讷。同年9月30日，英军指挥官理查·德·阿尔图瓦在莫尔莱附近击败布卢瓦的查理率领的法军。然而罗伯特·德·阿尔图瓦在攻占瓦讷时负伤，返英后不治身亡。更糟糕的是，法军将领奥利维耶四世·德·克利松很快夺回瓦讷。
1342年10月下旬，爱德华三世亲率大军在布雷斯特登陆，重夺瓦讷后东进围攻雷恩。当法军主力前来迎战时，两名来自阿维尼翁的枢机主教于1343年1月抵达前线，强令双方签署《马勒斯特鲁瓦休战协定》。尽管停战协议生效，布列塔尼战事仍持续至1345年5月，最终爱德华三世成功掌控该地区。

## 加斯科涅战役与克雷西战役
1345年夏末，5年停战条约一到期，爱德华三世立刻兵分三路进攻法兰西，其中一支登陆波尔多，征服1337年前被法王没收的加斯科涅地区。德比伯爵格罗斯蒙特的亨利领军在贝尔热拉克战役与欧贝罗什战役大获全胜，成为开战以来英军首次在陆战获得全面胜利，这两场战役的重要性也就不言而喻。加斯科涅地区成为了英法冲突的主战场，腓力六世因此决定将法军主力派往西南方收复失土，却在艾吉永围城战中陷入泥淖，这种失误使法军军力分散，无法应对英军的后续侵入。
1346年，爱德华三世由诺曼底登陆再度发动骑行劫掠行动，沿途摧毁卡昂等经济重镇，并打算直取巴黎。法王腓力六世率领优势兵力前往拦截，并采取焦土作战将英军困在塞纳河与索姆河之间。但爱德华三世成功突破索姆河的封锁。7月，爱德华三世在诺曼底地区率领一支14000人的军队在科唐坦半岛登陆。应战的法国军队主要是自家的重装骑兵和热那亚等地的雇佣弩兵。二者在巴黎郊区的克雷西（克勒西）相遇，并即将爆发一场极其重要的会战。
英格兰人配备的是苏格兰的一种长弓，这种长弓兵的射程大概250米，能在170米的距离内射穿精良的锁甲。战争开始的时候，突然下起了倾盆大雨，不久却又突然放晴。金色的阳光从英军后方射过来，法国弓箭手根本看不到人在哪，只能盲目得乱射箭，而背对着阳光的英国长弓兵万箭齐发。英军弓箭手和编入法军的弩手进行对战。英军弓箭手的射击更精确、更快速，射程也更远。这让法国国王的耐心消磨殆尽。腓力六世没有让弩手恢复队列，而是命令重骑兵冲锋。这种鲁莽的举动先是遭遇英国弓箭手的攻击，大量战马因此丧生，接着又遭到只有锁子甲保护的矛步兵的对抗。随后英军彻底获胜。
爱德华三世预留了一支重骑兵队伍作为增援，随时准备进攻。但这支队伍没有必要上场，因为法军已被斩尽杀绝，其中不乏欧洲骑士界的知名人士。法兰西国王的弟弟阿朗松伯爵查理，以及法国王室的盟友波西米亚国王卢森堡约翰一世和佛兰德伯爵路易一世都在此一役中阵亡。约翰一世之子，也就是未来的神圣罗马帝国皇帝查理四世和法国国王腓力六世两人逃走了。
克勒西之战英格兰伤亡不过四十人，而法国甚至达到了惊人的1500人。英军乘胜追击，次年就攻克了加莱港口。为了保全加莱人民的性命，六位德高望重的加莱自由民用绳子套着脖子，向英格兰国王以示投降。此后的一百年里，加莱一直作为英格兰在欧洲大陆进行羊毛贸易的中转站。如果说围困加莱表明了爱德华三世继承法国王位的意愿(因此，他将来自英格兰的居民安置在此充实人口)，那么这也表明由于困难重重，英格兰国王根本不可能征服法国。而不到两个月，如约进攻英格兰的大卫也在内维尔十字之战大败，自己都被英军俘虏。老同盟双方同时遭遇决定性失利，同盟陷入休眠状态。幸而爱德华三世也无力乘胜追击，在取得大片法国领土后与法国议和，而且也并没有再度支援其傀儡巴里奥，只是将大卫二世收押，索要赎金。之后二十年内，三个国家都处于休整期。

## 暂时休战
1350年，温切尔西海战爆发，这是百年战争三大海战之一。1349年，卡斯蒂利亚王室成员兼雇佣兵夏尔·德·拉·切尔达获法兰西私掠许可，掠夺英格兰船只并杀害船员。1350年，英法停战后，卡斯提尔舰队转为海盗，骚扰英格兰，建立斯鲁伊斯外海基地。英王爱德华三世集结英军舰队，决定拦截卡斯提尔舰队。1350年8月29日，英王爱德华三世率领的英格兰舰队与卡斯提尔舰队交战，英军通过巧妙的战术和弓箭手的优势，成功捕获了14到26艘敌船，尽管英军损失惨重，但最终取得了胜利。
加莱围城后，黑死病（1347-1355）在整个欧洲蔓延，而黑死病导致的人员伤亡甚至比整个英法战争造成的还多，而一国之主腓力六世此时不幸身亡。两国国力大伤，人口锐减，被迫短期停战。

## 英格兰的胜利

### 黑太子的骑行劫掠
腓力六世死后，其子“好人”约翰二世继位，然而这位新任法王没有吸取克勒西之战的教训，仍然抓着重骑兵的冲锋战术不放，导致了法国此后的连续战败。
威尔士的爱德华，即爱德华三世的长子、英格兰王位的继承人，因其所穿戴黑色的盔甲也被称为“黑太子”。1356年春天，他离开了位于吉耶纳的波尔多宫廷，率领 6000名身经百战的士兵(由约翰·钱多斯等著名指挥官指挥)挥军北上，在法兰西王国边界进行“骑行劫掠行动”(该术语用来指百年战争期间英国在法国领土上的军事行动)。他的目的简单明了:占领几个据点，劫掠沿途村庄，用武力展示英国骑兵的绝对优势。他从波尔多登陆，先后攻下了法国西南的基斯和加斯科涅。

### 普瓦提埃战役
约翰二世于是率军御驾亲征。爱德华得知约翰二世正打算截断其后路后，立刻南撤，两军最后在普瓦提埃（普瓦捷）地区相遇。几个世纪前查理·马特几乎沿着相同的路线来到这里迎击阿拉伯和柏柏尔军队：法国国王向对手提议进行对阵战。尽管法军在兵力和武器方面都有优势，但黑太子为遵守骑士守则的要求依然接受了这一挑战。
普瓦捷战役于1356年9月19日爆发。法国大贵族和欧洲骑士界的领军人物率领的重骑兵威风凛凛，大家都认为法军将轻而易举获得胜利。然而，约翰二世并不像他的对手那样运筹帷幄。黑太子借鉴其父在 1346年克雷西一战的成功策略，命令骑兵下马，与弓箭手一起抵抗法军一轮又一轮的冲锋突然，黑太子注意到敌军阵形已乱，于是他命令骑兵再次上马，亲自率领骑军进攻法军主力部队。在这次大胆行动中，英国太子成功俘虏了约翰二世国王和其幼子腓力。英国老兵再一次以少胜多，击败了猖狂的法国骑兵。
经普瓦捷一战，法军近一半被歼灭，任由一支耽于战争的大兵们摆布。后来这些盎格鲁-加斯科涅士兵和雇佣兵重新集结起来，为雇用他们的王子和君主服务。国王约翰二世被监禁在英格兰是对法国君主制度的一次重大打击。
普瓦提埃一战法王的惨败使整个法国政局陷入了动荡，英国狮子大开口，要求大笔赎金。年轻的王太子查理·瓦卢瓦（后来的查理五世）临危受命，为了召集军费，召开了自腓力四世后的又一次三级会议。然而市民代表要求将选出的代表和王太子组成一个共同执政体。查理自然不能答应这种请求，迫于无奈只能解散了三级会议。但这引发了巴黎市民的骚乱，查理只能再开三级会议，但会议仍然不欢而散，会上的建议也没有得到有效施行。
普瓦捷战役大败沉重打击了法国贵族的军事威望。骑士们遭到尖锐批评，被指责无法保护国王。诸如《普瓦捷战役悲歌》之类的小册子在法国发行传播。它们指责在普瓦捷败北的贵族没有纪律、性格软弱，因为当国王被俘时，有些人面对英军落荒而逃。这些针对贵族的批评在札克雷暴动中发挥了重要作用。普瓦捷战败也促使法国王室在14世纪下半叶签订《布勒丁尼条约》之后重整军队，反思军事战略。

### 扎克雷起义
连续的动荡使市民严重不满，1358 年，巴黎人民在商会会长马赛尔的领导下，巴黎人民发动了大规模起义，整个法国农村此时也爆发了大规模的“扎克雷”农民起义。巴黎人民甚至一度攻进王宫，查理同意即刻改革。巴黎的王室和贵族吓的胆战心惊，立刻召集军队镇压了起义，起义以失败告终。爱德华三世便趁乱在加来登陆，直接朝兰斯进军，发动了兰斯战役，希望在历任法王加冕的兰斯列王主教座堂加冕为法王，然而为市民的激烈反抗所放弃，于是他转而进攻巴黎，然而攻击失败后，爱德华打算和谈。

### 兰斯战役
1359年3月，英王和仍在囚禁中的法王达成协议，签订伦敦条约。将普瓦图、加斯科涅、加来、吉讷、蓬蒂厄等大片领土割让给英格兰；支付4百万金币做为法王和其他被俘贵族的赎金。同时英王放弃法兰西王位继承权，以及卢瓦尔河北边原本属于英王先祖的省分。这个条约被法兰西摄政王查理与三级会议否决，因此爱德华再度准备发动战争。
长期和弗兰德伯爵对立的佛兰德人与伯爵路易二世关系改善，废除与英格兰的同盟关系，并将英格兰商人驱逐到布拉班特。另一方面，罗伯特·诺勒斯爵士及其他在法兰西领土上作乱的自由佣兵团的领袖自愿接受爱德华的指挥，大量的外国领主与骑士们涌入加来为英王服务。为了满足他们，英王派遣兰开斯特公爵格罗斯蒙特的亨利带领他们发动劫掠行动。
爱德华三世为远征进行征兵并备妥所需物资，在10月28日从桑威治出航，同日抵达加来。没从劫掠行动获得利益的冒险著嚷着要薪酬，但爱德华告诉他们他没东西可以给，但若他们愿意加入英军，可以从接下来的战役中得到战利品分成。爱德华经由阿图瓦与康布雷前往兰斯，他想在该处加冕为法王，在11月30日发动围城。法兰西摄政没有对爱德华发动攻击，但是兰斯城防御稳固，英军又遭到恶劣天候与不良的驻扎地影响，在1360年1月11日放弃围城。爱德华转而深入勃艮地并攻陷通内尔，士兵在该城休息并畅饮三千桶红酒。休息数天后，他带兵移动到公国边界并在2月19日扎营，驻留到四旬期期间。
3月10日，勃艮第公爵菲利普一世用20万金币买通爱德华，爱德华前往巴黎，在蒙雷里与沙特尔之间扎营，并在阿尔帕容旁圣日耳曼城堡留宿。爱德华没有成功刺激摄政王查理出战，便在4月6日朝卢瓦尔河前进，打算让部队到布列塔尼休养，下半年再发动攻势。
另一方面，3月15日，一支诺曼舰队出现在温奇尔西，带领大批部队进行掠夺，好不容易才将他们赶回船上。现在摄政王查理不得不再次请求谈和，英格兰方面由黑太子爱德华作为主要代表进行商议，法兰西由监察人以法兰西摄政暨诺曼底公爵查理之名草拟条文。

### 布勒丁尼和约

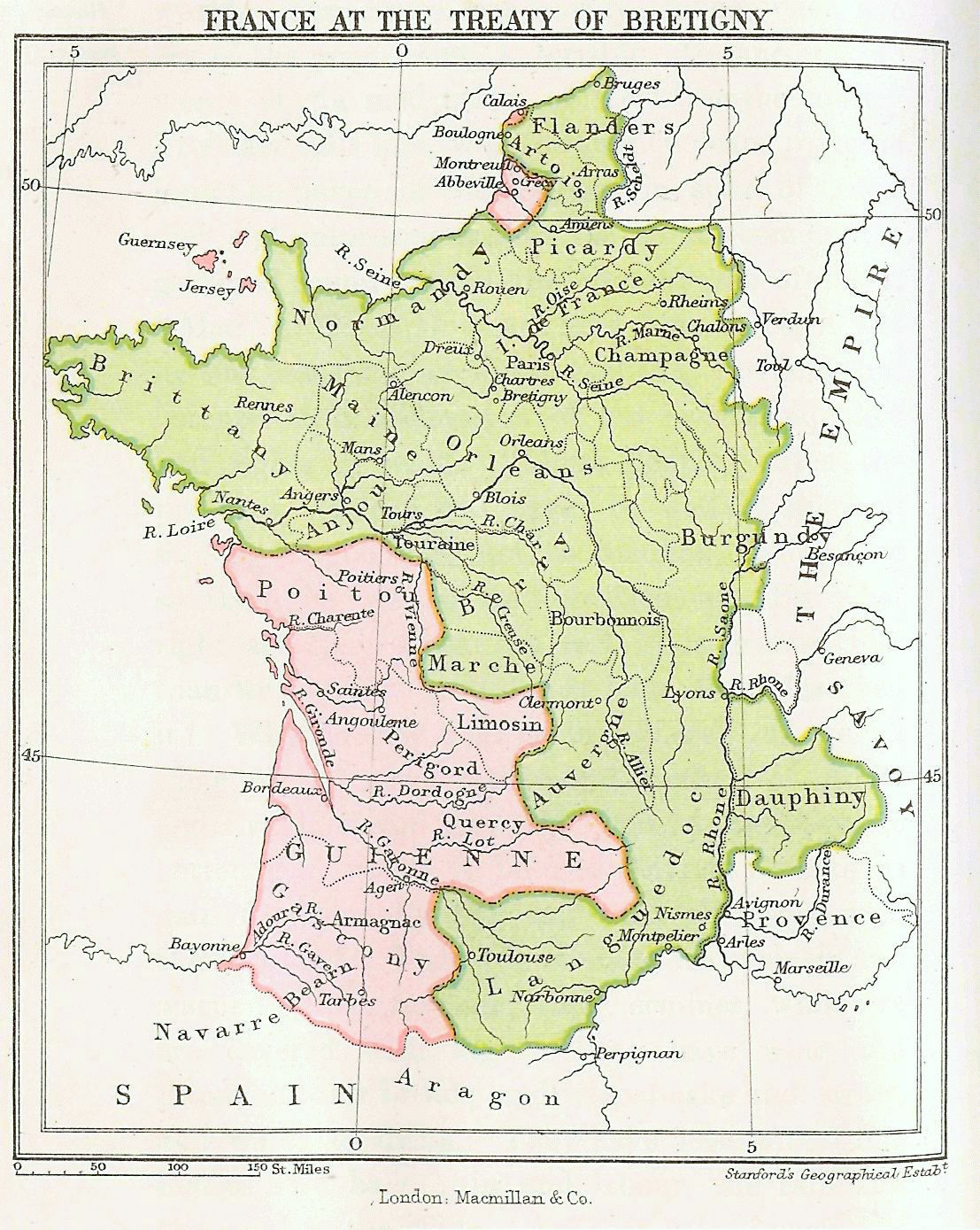
布勒丁尼和约后的英法领土变化

在这种国内政局严重动乱的情况下，查理忙的焦头烂额，自然无力去与英国作战。1360年，他被迫与爱德华三世签订了丧权辱国的《布勒丁尼条约》。条约规定将卢瓦尔河以南至比利牛斯山的领土全部割让给英格兰，并支付巨款赎回约翰二世，同时，承认英王以非法王附庸的身份占有法国的大片领土，作为筹码，英王也需放弃对法国王位的要求。百年战争第一阶段也随之告一段落。
在这之后显而易见的便是条约不会得到遵守。法国法学家在条约文本中引入了一些微妙言辞，以推迟放弃移交给英国的领土的主权。至于赎金，法国从来没有支付给英国，至少没有全额支付。

## 引用
1. 1 2  美国国家地理学会. . 北京: 中国出版集团. 2023: 第56页. ISBN 978-7-5231-0265-7.
2. ↑  Harding, Alan (1993). England in the Thirteenth Century. Cambridge: Cambridge University Press, p. 10.
3. ↑  伯恩哈德, 迈尔. . 上海三联书店. 2019: 第54页. ISBN 978-7-5426-6752-6.
4. ↑  黛博拉·A.弗雷奥利. 聖女貞德與百年戰爭. 上海社会科学院出版社. 2013. ISBN 978-7-5520-0324-6.
5. 1 2 3 4  《中世纪的终结》，第57页。
6. ↑  Middleton, John. . . Routledge. 2015-06-01. ISBN 978-1-317-45158-7 （英语）.
7. ↑  . www.britannica.com. 2025-01-30  [2025-03-26] （英语）.
8. ↑  Smedley, Edward. The History of France, from the final partition of the Empire of Charlemagne to the Peace of Cambray. 1836, p. 72
9. ↑  The Hundred Years War:Not One But Many, Kelly DeVries, The Hundred Years War (part II): Different Vistas, ed. L. J. Andrew Villalon, Donald J. Kagay, (Brill, 2008), 15.
10. ↑  Neillands, Robin (1990). The Hundred Years' War. London: Routledge. p. 100. ISBN 978-0-415071499.
11. ↑  《中世纪的终结》，第18页。
12. 1 2  中世纪的终结，第19页。
13. 1 2 3 4  《中世纪的终结》，第20页。
14. ↑  . www.bbc.co.uk.   [2025-03-26] （英国英语）.
15. ↑  《中世纪的终结》，第58页
16. ↑  Neillands, Robin. The Hundred Years War Revised. London; New York: Routledge. 2001 [2019-06-16]. ISBN 978-0415261319.
17. ↑  Williamson, James Alexander. The Evolution of England: A Commentary on the Facts. Oxford: Clarendon Press. 1944 [1931] [2019-06-16]. OCLC 984703073.
18. ↑  Macdougall, N., An Antidote to the English: The Auld Alliance, 1295-1560, 2001. ISBN 1-86232-145-0
19. ↑  《中世纪的终结》，第59页。
20. 1 2  Neillands. The Hundred Year War. p. 87.
21. 1 2 3  Neillands. The Hundred Year War. p. 88
22. 1 2  Neillands. The Hundred Year War. pp. 89–92
23. ↑  Rogers, Clifford. Bachrach, Bernard S; DeVries, Kelly; Rogers, Clifford J , 编. The Bergerac Campaign (1345) and the Generalship of Henry of Lancaster II. Woodbridge, Suffolk: Boydell Press. 2004: 89–110. ISBN 978-1843830405.
24. 1 2 3  《中世纪的终结》，第61页。
25. ↑  N. A. M. Rodger. . . Internet Archive. Penguin Books Ltd. 2004-10-07. ISBN 978-0-14-029724-9.
26. ↑  Jonathan Sumption, Hundred Years War:Trial by Fire, Vol. II, (University of Pennsylvania Press, 1999), 117.
27. ↑  《中世纪的终结》，第98页。
28. ↑  《中世纪的终结》，第111页。
29. 1 2 3  Hunt, William. Edward the Black Prince. Stephen, Leslie (编). Dictionary of National Biography 17. London: Smith, Elder & Co: 58. 1889,p 62.
30. ↑  Hunt 1889，p.62 cites Jehan le Bel, vol. ii. p. 251).
31. ↑  Hunt 1889，第62页 cites Fœdera, iii 473; Hardy 1869，第406页.
32. 1 2  《中世纪的终结》，第100页。